# Kristian von Hornsleth
Kristian von Hornsleth,född 1963, är en dansk konstnär.
Hornsleth är mest känd för konstprojektet Hornsleth Village Project Uganda som har invånarna i en by i Uganda som utgångspunkt. I projektet betalade han ugandier för att ta Hornsleth som mellannamn under parollen "We want to help you but we want to own you" ("Vi vill hjälpa er men vi vill äga er"). Enligt konstnären var projektet en ironi riktad mot att länderna i väst skänker bistånd till fattiga länder samtidigt som de själva bestämmer vad dessa pengar ska gå till.